# مگان بریگمن
مگان بریگمن (انگلیسی: Megan Brigman؛ زادهٔ ۷ نوامبر ۱۹۹۰) بازیکن فوتبال اهل ایالات متحده آمریکا است.
از باشگاه‌هایی که در آن بازی کرده‌است می‌توان به باشگاه فوتبال رین اشاره کرد.